# Polsat Café
Polsat Café — польский развлекательный телеканал медиагруппы Polsat, вещающий с 2008 года. Целевой аудиторией являются женщины. Посвящён здоровому образу жизни.

## История
Телеканал был запущен 6 октября 2008 вместе с телеканалом Polsat Play и заменил Polsat Zdrowie i Uroda. Его руководителем является Йоланта Боровец. Сигнал телеканала шифрованный, сам канал доступен на следующих платформах: Cyfrowy Polsat, nc+ и т. д., а также в кабельных сетях. Сетку вещания составляют программы отечественного и импортного производства (в последнем случае программы с иностранных каналов BBC Lifestyle, CBS Drama и TLC, а также с польского TVN Style).

## Некоторые программы
- Baby Room (Дорота Хотецкая) — программа о воспитании детей
- Na zdrowie (Гражина Вольщак) — программа о здоровом образе жизни
- Metamorfozy Fashion Cafe (Агнешка Масянг) — программа о способах без серьёзного косметического вмешательства сохранить женскую красоту
- Wpadki gwiazd — тележурнал новостей из жизни знаменитостей
- WySPA (Ева Вахович) — программа о СПА-терапии
- Odyseja życia — программа для беременных женщин, рассказывающая о протекании беременности
- Nieznośne nastolatki — реалити-шоу о воспитании трудных детей и подростков
- Best-Ja/Ja-Best — программа об известнейших мужчинах Польши
- W obiektywie Justyny Steczkowskiej (Юстина Стечковская) — авторская программа о фотографии и женских фотосессиях
- Niebezpieczne Kobiety — программа, посвящённая морально сильным женщинам
- Bolączki sławnych ludzi — цикл документальных фильмов о знаменитостях
- Proza życia
- Seks na weekend
- Zboczone czynności
- Cafe w Formie
- Gwiazdy bez cenzury — сводка новостей из жёлтой прессы о знаменитостях
- Jak być młodym?
- Looksus (Лидия Попель и Эдита Заенц) — программа о достопримечательностях городов Польши и популярных гаджетах
- Gwiazdy na dywaniku (Агнешка Мартына, Йоанна Городыньская, Каролина Малиновская) — программа, посвящённая моде, которую предпочитают знаменитости
- Się kręci (Агнешка Попелевич, Мацей Довбор, Мацей Рок, Паулина Сыкут) — культурно-общественная программа
- Sexy Mama (Катажина Цихопек) — программа для женщин о фитнесе и способах восстановления физической формы и фигуры